# PMOS logic
Logic bán dẫn kim loại-oxit loại p, viết tắt theo tiếng Anh là PMOS hay pMOS, là loại mạch kỹ thuật số được xây dựng bằng MOSFET (transistor hiệu ứng trường kim loại-oxit-bán dẫn) với kênh dẫn loại p, và cống được in trên bán dẫn loại n. Khi được kích hoạt, bằng cách giảm điện áp trên cổng, mạch kết quả cho phép dẫn các lỗ trống điện tử giữa cực nguồn và cực cống, làm cho mạch "thông".
Các mạch PMOS ít bị nhiễu điện tử hơn các loại MOSFET khác, do đó dễ chế tạo. Chúng được sử dụng rộng rãi trong những ngày đầu phát triển bộ vi xử lý vào những năm 1970. Chúng có một số nhược điểm so với các giải pháp thay thế NMOS và CMOS, bao gồm nhu cầu về một số điện áp cung cấp khác nhau (cả dương và âm), công suất tiêu tán cao ở trạng thái dẫn điện. Ngoài ra tốc độ chuyển mạch là thấp hơn.

Mạch đảo PMOS
NAND PMOS
NOR PMOS

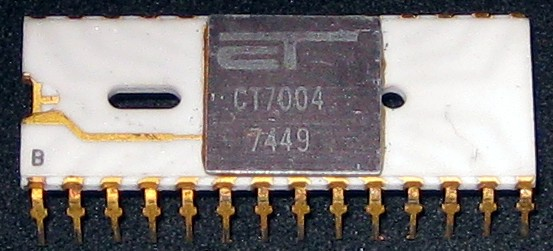
PMOS clock IC, 1974

PMOS đã được thay thế bởi NMOS khi các kỹ thuật chế tạo tốt hơn được ứng dụng, đặc biệt là việc loại bỏ thêm tạp chất khỏi nguồn silic làm giảm tiếng ồn. NMOS mang lại những lợi thế lớn về sử dụng điện, tải nhiệt và kích thước tính năng. NMOS được sử dụng rộng rãi vào giữa những năm 1970, trước khi chính nó được thay thế bởi CMOS vào đầu những năm 1980.